# Dinastía XXV de Egipto

Extensión máxima del Imperio kushita, hacia el 700 a. de C.

La Dinastía XXV o Vigesimoquinta Dinastía de Egipto, o Kushita (c. 747 a 664 a. C.) es originaria de la ciudad-estado de Napata (Kush). Desde allí, el primer rey de esta dinastía, Alara, invadió y conquistó toda Nubia superior. El templo de Amón de Gebel Barkal se convirtió en el centro religioso alrededor del cual se constituyó una aristocracia local cuyos jefes se hacían enterrar en la necrópolis vecina de El Kurru, y terminaron por constituirse en dinastía; el primer soberano del que se conoce el nombre es Alara, pero parece que sería en realidad el séptimo de la dinastía. Al final de su reinado, desde Meroe hasta la tercera catarata del Nilo estaban bajo poder de su sucesor, Kashta.
Esta dinastía fue coetánea de la XXII, XXIII y XXIV, hasta que, en 747 a. C., sus reyes consiguieron controlar el Alto Egipto. En 715 a. C. reunificaron el país y se mantuvieron como la única dinastía reinante. Su origen los hará llamar faraones negros, faraones etíopes o también faraones kushitas. En 762 a. C. el reino de Sais resurgió, pero siguió siendo vasallo de los kushitas. Esta dinastía es considerada por la mayoría de los historiadores la época final del Tercer periodo intermedio de Egipto.

## Antecedentes
Egipto siempre consideró necesario controlar el país de Kush (Nubia), tanto para proveerse de materiales como para proteger sus rutas comerciales, y lo incorporó a la corona, convirtiéndolo en virreinato, en el siglo XVI a. C. El territorio pasó por una egiptización, con periódicas visitas de los faraones y sus visires, la construcción de numerosos templos con la consiguiente llegada del clero, y el envío de los príncipes a la corte para ser educados.
Tras la muerte de Ramsés XI, la inestabilidad política hizo que los kushitas se desentendieran de sus vecinos norteños y sus peleas por el poder, creándose un reino independiente en la Alta Nubia con capital en Napata, que fue creciendo a costa de Egipto. Durante siglos, los reyes mantuvieron las costumbres egipcias, aunque no la religión. Pero tomaron ejemplo del arte, la arquitectura, la escritura. Mantuvieron costumbres como la momificación, las tumbas piramidales y, lo más importante, la noción de ser los herederos de los faraones, descendientes del dios Amón que tenía una residencia en Napata. Tanto es así, que en el siglo VIII a. C., Kashta, tras conquistar la Baja Nubia hasta llevar la frontera a la primera catarata, se coronó con una titulatura plenamente egipcia. Su hijo Piye, reclamó todo Egipto.

## La conquista

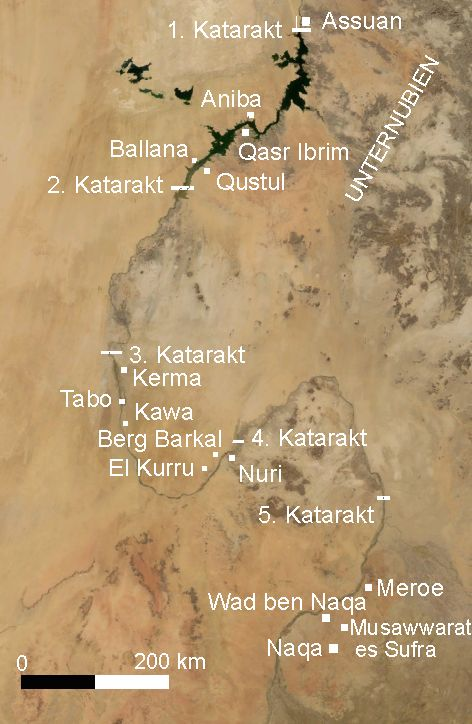
Geografía de Kush (Nubia): sus soberanos unieron todo Egipto bajo su control.

Piye, también conocido como Pianjy, se lanzó a la "recuperación" del territorio egipcio en el año tercero de su reinado, proclamando su soberanía sobre los gobernantes del norte e iniciando la conquista de Egipto, encontrándose con la oposición de Tefnajt, gobernante de Sais, que creó una poderosísima coalición para hacerle frente; finalmente fue vencido, y Pianjy reunificó bajo su control el Alto Egipto y la zona central de Egipto, adoptando la titulatura de faraón, por lo que se le considera el primer faraón de esta dinastía. Su sucesor, Shabako, luchó para evitar que Egipto fuera conquistado por Sargón II de Asiria, y lo consiguió, lo que aprovechó para ocuparse de construir monumentos y dedicarse más a las letras.
El siguiente rey, Shabitko, rompe la política de paz de sus predecesores y se enfrenta a Asiria. Eso provoca que durante el reinado de su sucesor, Taharqo, los asirios intenten conquistar Egipto, cosa que lograrán en el año 671 a. C., conquistando Menfis, expulsando a Taharqo e imponiendo a Necao I como faraón, que inaugura la vigésimo sexta Dinastía. Desde el exilio, Taharqo promovió muchas revueltas. 
Su sucesor Tanutamani reconquistó Egipto, pero los asirios le obligaron a marchar del Bajo Egipto limitando sus territorios al Alto Egipto, hasta que las tropas de Psamético I entraron pacíficamente en Tebas en 656 a. C. Tanutamani solo mantendrá bajo su mando Nubia hasta el año 653 a. C., cuando murió.

## Gobierno

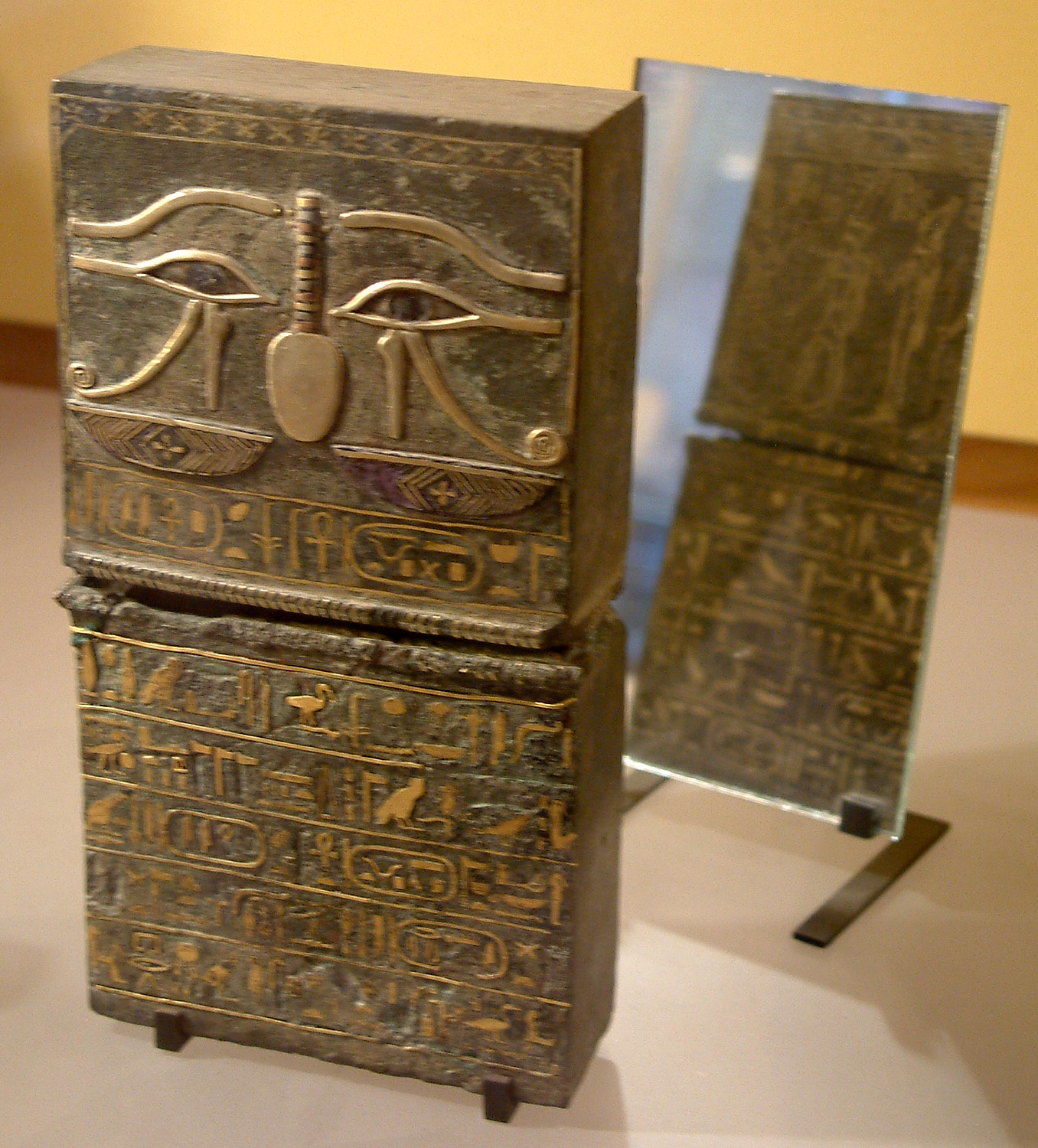
Caja de Shepenupet II, Divina adoratriz de Amón, hija del faraón Pianjy.

A pesar de proceder de un ambiente étnico diferente, los cinco faraones nubios no se consideraban invasores, sino unificadores de un gran Egipto: el Alto y Bajo Egipto de un lado y Kush de otro. Para indicarlo, añadieron otra cobra al uraeus (la cobra de la corona). 
Los reyes nubios se consideraron representantes genuinos de las tradiciones, y se dedicaron a la construcción con cierto carácter arcaico, respetando escrupulosamente los hábitos y las instituciones; se afirmaron como plenamente egipcios, guardando al mismo tiempo su apariencia de negros africanos en los retratos. Ejercieron su control sobre los sacerdotes locales obligándoles a admitir nubios entre sus filas: En Tebas, la divina adoratriz tuvo que adoptar para sucederle una hija de Kashta, Aménardis, y los príncipes kushitas se integraron en el clero de Amón junto a las grandes familias tebanas. El considerado primer faraón de esta dinastía, Sabacon o Shabaka, reinó desde Menfis.
A partir de este período se manifestó una intensa actividad intelectual y artística que buscaba sus referencias en las formas antiguas del pasado, en particular en las del Imperio Antiguo. El poder kushita, deseoso de integrarse en la tradición institucional faraónica y de mezclarse con las élites egipcias, reanudó para ello una activa política en favor de los templos.

## La dinastía XXV en los antiguos textos
Manetón, según Julio Africano y Eusebio de Cesarea (versión de Jorge Sincelo y armenia), solo comenta que la dinastía XXV consistió en los siguientes tres reyes etíopes:
Sabacon, quien tras capturar a Bokkoris, lo quemó vivo y reinó 8 (o 12) años.
Sebijos (o Sebikos), su hijo, que reinó 14 (o 12) años.
Tarcos (Taracos o Saraco), que reinó 18 (o 20) años.
No menciona ni al primer rey, Pianjy (Piank), ni al último rey, Tanutamani (Tanutamón), aunque existen inscripciones que refrendan la existencia de ambos. 
Esta dinastía es considerada, por la mayoría de los egiptólogos, el final del Tercer periodo intermedio de Egipto: las dinastías XXI, XXII, XXIII, XXIV y XXV.

## Faraones de la dinastía XXV de Egipto
| Nombre común         | Nombre de Nesut-Bity | Nombre de Sa-Ra | Comentarios                        | Reinado         |
| -------------------- | -------------------- | --------------- | ---------------------------------- | --------------- |
| Alara                |                      | Ireru Alara     | Rey de Kush                        | 780 - 760 a. C. |
| Kashta               | Maara                | Kashta          | Rey de Kush                        | 760 - 747 a. C. |
| Pianjy Piye          | Menjeperra           | Pianjy          | Faraón fundador de la dinastía XXV | 747 - 716 a. C. |
| Shabako Sabacon      | Neferkara            | Shabako         |                                    | 716 - 702 a. C. |
| Shabitko Sebicos     | Dyedkaura            | Shabitko        |                                    | 702 - 690 a. C. |
| Taharqo Tarcos       | Junefertumra         | Taharqo         |                                    | 690 - 664 a. C. |
| Tanutamani Tenutamón | Bakara               | Tanutamani      |                                    | 664 - 656 a. C. |

- Cronología según Kenneth Kitchen.
- Aidan Dodson, Rolf Krauss, David Aston, y Karl Jansen-Winkeln retrasan las fechas unos cinco años.

## Pirámides de la dinastía XXV
Pirámide de Piye

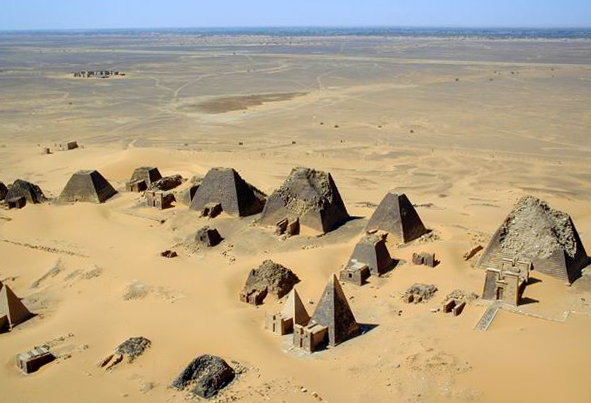
Las pirámides de Meroe.

La pirámide de Piye ha desaparecido completamente. En la antigüedad el complejo incluía una capilla funeraria adosada y una habitación interior, con bóveda de bloques en voladizo, a la que se accedía por una escalerilla. Durante la excavación se encontraron varios vasos canopos y ushebtis.
Una característica importante es que en vez de un sarcófago existe un banco, tallado en la roca, con un orificio en cada esquina para albergar las patas de una cama, ya desaparecida. El entierro en andas funerarias era una característica típica de las inhumaciones nubias desde la época de Kerma.
Fue excavada por Reisner en 1918-1919.
Pirámide de Shabako
La edificación situada por encima del nivel del suelo esta también totalmente destruida. El interior posee una calidad de construcción sensiblemente mejor que la de Piye, tanto en su arquitectura como en su equipamiento funerario que incluye un bello ejemplar de vaso canopo.
Fue excavada por Reisner en 1918-1919.
Pirámide de Shabitko
El sepulcro de Shabitko marca un ligero retroceso en la calidad del trabajo, los vasos canopos y la sala sepulcral son muy pobres. La tumba presenta además un anormal giro a la derecha en su escalera de descenso. Se encuentra separada de las demás sepulturas de la XXV dinastía.
Fue excavada por Reisner en 1918-1919.
Pirámide de Taharqo
Taharqo se hizo enterrar en una nueva zona, en Nuri, situada un poco más abajo siguiendo el curso del río Nilo. Su pirámide fue construida en dos fases, la primera con una base de 29,5 metros. La tumba de Taharqo presenta la estructura más compleja de todas las tumbas reales kushitas. Posee una escalera convencional sobre la que estaba erigida la capilla funeraria que conducía a una pequeña antecámara que a su vez daba acceso a una sala sepulcral con seis pilares y pasillo abovedados. 
Un curioso corredor recorría todas las habitaciones subterráneas a un nivel ligeramente superior; únicamente era accesible a través de un tramo de escaleras justo fuera de la entrada de la antecámara. En el centro de la cámara sepulcral se encuentra el banco. Entre los objetos encontrados, figuran unos vasos canopos de gran calidad, que reflejan un cambio en las fórmulas rituales.
Fue excavada por Reisner en 1918-1919.
Pirámide de Tanutamani
El último kushita que gobernó Egipto fue Tanutamani (Tanutamón). Para erigir su pirámide regresó a El Kurru adoptando una subestructura mucho más sencilla y prescindiendo del tradicional banco-ataúd.
La tumba poseía una sala sepulcral, decorada con relieves bastante bien conservados. Los figuras y textos siguen, en general, la antigua tradición de enterramientos, con temas de la realeza.
Fue excavada por Reisner en 1918-1919.

## Cronología de la dinastía XXV
Cronología estimada por los siguientes egiptólogos: 
- Faraón que funda la dinastía: Pianjy
  - 752-717 (Dodson)
  - 751-716 (Drioton)
  - 747-716 (Aston, Grimal, Arnold, Shaw)
  - 746-713 (von Beckerath)
  - 735-712 (Redford)
- Último faraón: Taharqo, 690 - 664 a. C.
- Último gobernante: Tanutamani, 664 - 655/53 a. C. (von Beckerath)